# Asekuracja własna

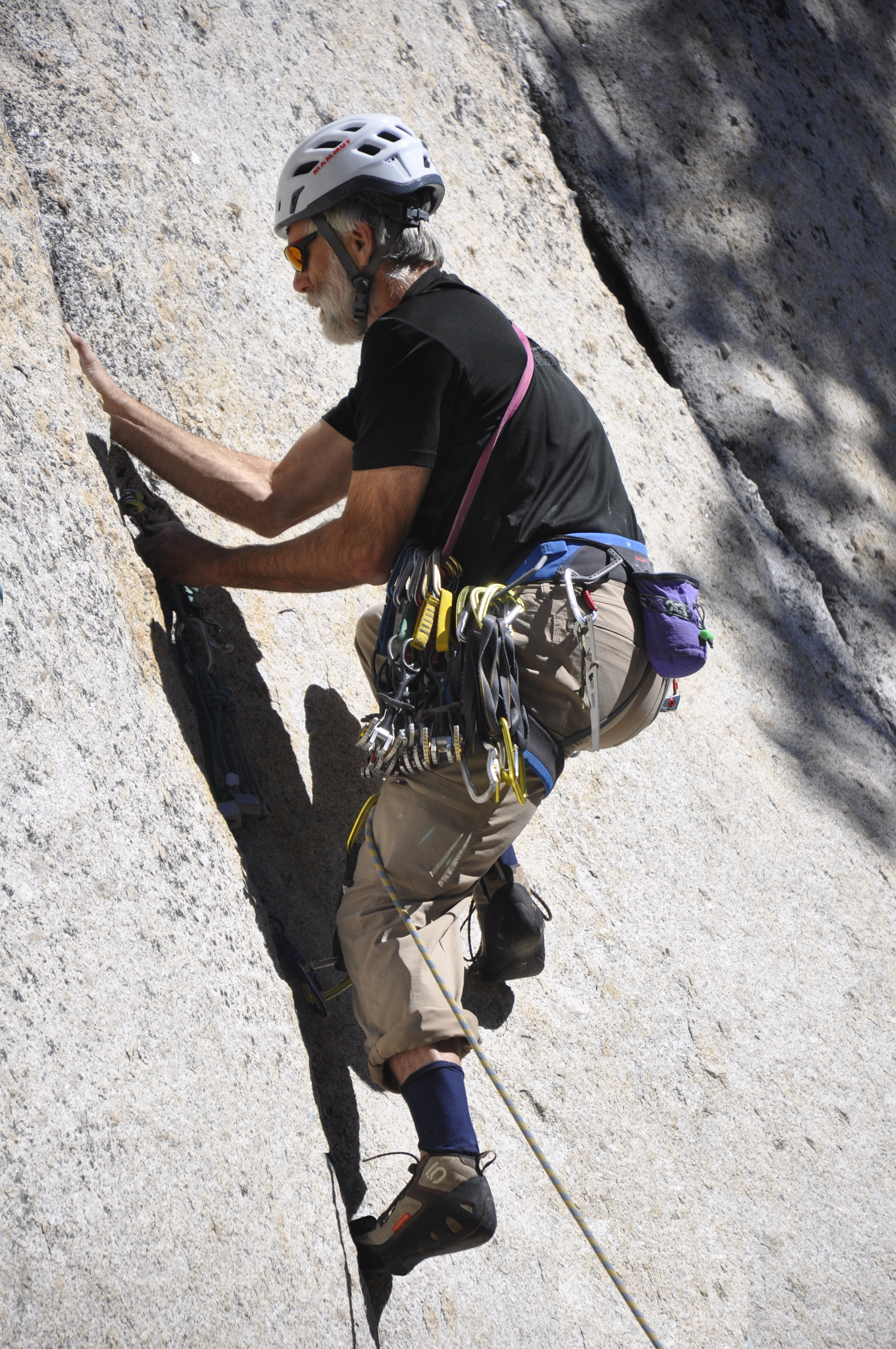
Wspinacz stosujący asekurację własną

Asekuracja własna (inaczej tradycyjna) – rodzaj asekuracji we wspinaniu polegający na stosowaniu własnych, samodzielnie instalowanych punktów asekuracyjnych, w odróżnieniu od punktów zamontowanych w skale na stałe.
Podczas pokonywania drogi wspinaczkowej z własną asekuracją, prowadzący osadza przeloty i wpina do nich linę za pośrednictwem ekspresów lub karabinków. Po zakończeniu prowadzenia, przeloty te są demontowane – bądź przez drugiego, bądź ze zjazdu.
Drogi skałkowe pokonywane w całości z asekuracją własną są żargonowo nazywane tradami (od Trad., z angielskiego Traditional climbing). Przeciwieństwem takich dróg są drogi obite, wyposażone w komplet stałych punktów asekuracyjnych, takich jak spity, ringi lub stałe haki. Kompromisem pomiędzy tymi rodzajami dróg jest asekuracja mieszana, polegająca na umieszczeniu stałych przelotów jedynie w miejscach nieasekurowalnych tradycyjnie – pozostałe przeloty należy osadzać samodzielnie.

## Technika
Wspinanie z własną asekuracją wymaga znacznie większego doświadczenia niż wspinaczka sportowa. Prócz umiejętności wspinaczkowych wymagana jest wiedza z zakresu poprawnego zakładania punktów asekuracyjnych.
Do budowy przelotów podczas wspinaczki z własną asekuracją używa się kości biernych oraz mechanicznych (friendów), osadzanych w szczelinach i otworach skalnych, a także pętli zakładanych na turniczki lub duże bloki skalne, względnie przeciąganych przez skalne ucha. Poprawnie osadzony przelot powinien wytrzymać udar dużej siły działającej z określonego kierunku przy ewentualnym odpadnięciu, a ponadto nie powinien wypaść przy lekkich szarpnięciach w szerszym zakresie kierunków, związanych z ruchem liny przy wspinaniu się ponad osadzonym przelotem. Osadzanie kości w szczelinie skalnej w taki sposób, by ograniczyć ryzyko przypadkowego wypadnięcia, nazywane jest zacieraniem. Do wyjmowania zatartych kości (a także głęboko wsuniętych friendów) używa się jebadełka. Do przenoszenia dużej ilości szpeju, nieodłącznie towarzyszącemu wspinaczce z własną asekuracją, używa się szpejarek.

## Etyka
Społeczność wspinaczkowa jest podzielona w kwestii "obijania" dróg (czyli umieszczania na drogach stałych punktów asekuracyjnych). Część wspinaczy jest przeciwna obijaniu rejonów, w których istnieje możliwość stosowania własnej asekuracji. Wspinaczka z własną asekuracją w mniejszym stopniu ingeruje w wygląd skały, może być zatem uważana za bardziej proekologiczną. Częściowym kompromisem pomiędzy zwolennikami obijania dróg a zwolennikami wspinaczki tradycyjnej jest przyjęcie, że nie obija się dróg, na których istnieje możliwość dobrej asekuracji z kości i friendów (z reguły, drogami takimi są rysy), oraz wprowadzenie stref ochrony rys, polegających na nieobijaniu dróg leżących w bezpośrednim sąsiedztwie rysy.